# Ga Si Dan MRT

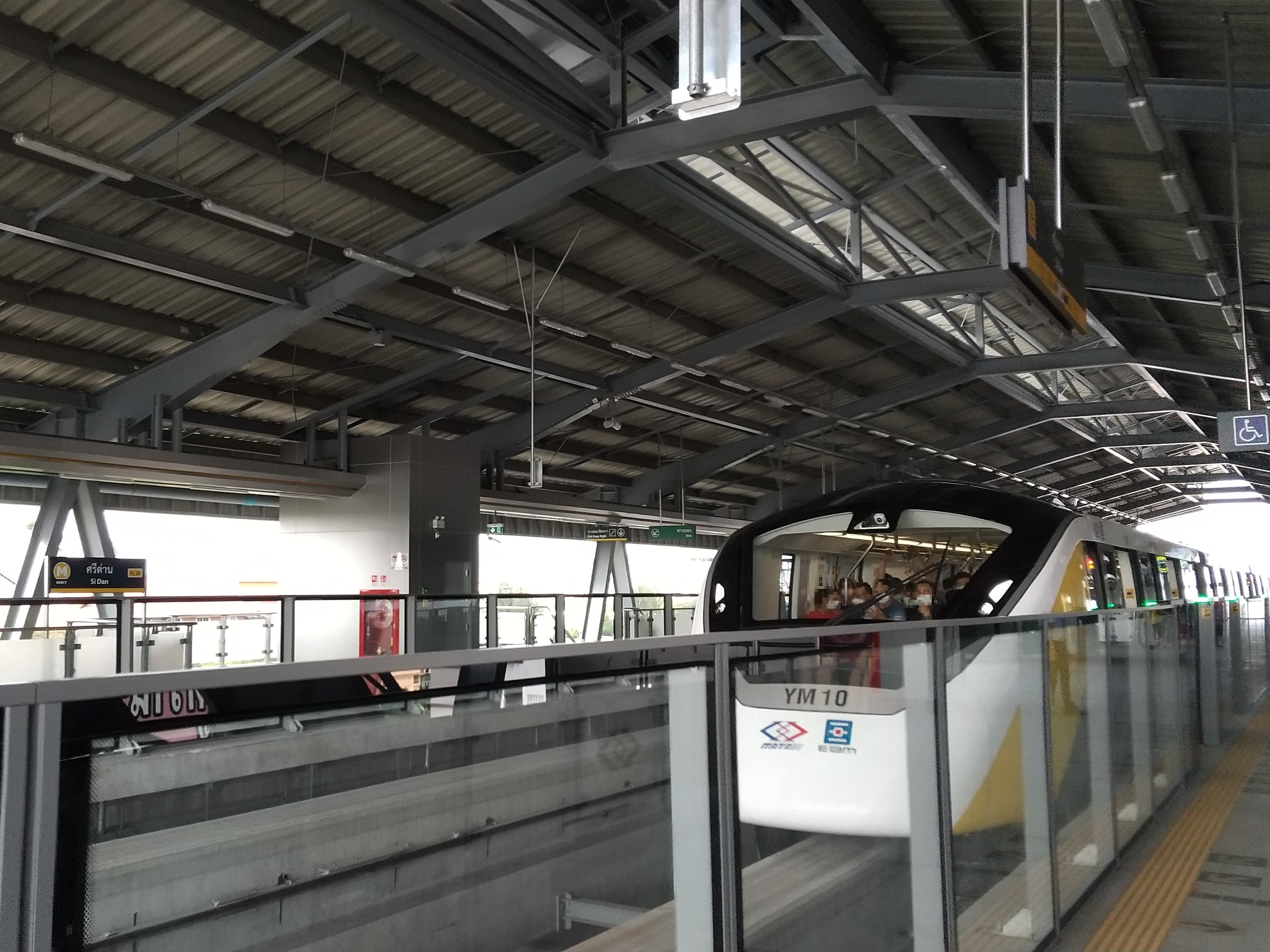
Ke ga

Ga Si Dan (tiếng Thái: สถานีศรีด่าน, phát âm [sā.tʰǎː.nīː sǐː dàːn]) là một ga Bangkok MRT trên Tuyến Vàng. Nhà ga nằm trên Đường Sringarindra ở tỉnh Samut Prakan và tên nhà ga được ghép bởi đường Srinagarindra và Dan Samrong (Sukhumvit 113), nút giao tại nhà ga này. Nhà ga gồm bốn lối vào. Nó được mở cửa ngày 3 tháng 6 năm 2023 như một phần chạy thử nghiệm giữa ga Samrong và Hua Mak.